# Pérates
Les Pérates, dont l'origine remonte à 150 après Jésus Christ, étaient des chrétiens gnostiques ayant leur centre dans l'île d'Eubée.
C'étaient des Ophites, c'est-à-dire qu'ils voyaient dans le Serpent, qui était la plus brillante des constellations, Jésus-Christ ou son Verbe.
On les connaît principalement grâce à Hippolyte de Rome qui déclare à la p. 135 de sa Réfutation de toutes les hérésies : "Il existe donc une autre hérésie, celle des Pérates, dont les initiateurs sont Acembe de Caryste et Euphrate le Pératique. Leurs blasphèmes contre le Christ sont restés cachés durant de nombreuses années. aujourd'hui, nous avons décidé de mettre en lumière leurs mystères secrets."

## Référence
1. ↑  André Wautier
2. ↑  Hippolyte de Rome (trad. du grec ancien par Hans van Kasteel, préf. Hans van Kasteel), Réfutation de toutes les hérésies, Grez-Doiceau, Éditions Beya, février 2019, XXXIV + 393 (ISBN 978-2-930729-10-7), p. 135 à 154